# Сич американський
{{#ifeq:0|0|{{#if:Athene cunicularia|{{#if:|[[]}}|[[]]}}}}
Сич американський (Athene cunicularia) — мала довгонога сова, яка зустрічається на відкритих ландшафтах Північної та Південної Америк. Цей вид можна знайти на луках, пасовищах, сільськогосподарських угіддях, пустелях або будь-якій іншій відкритій, сухій місцевості з низькою рослинністю.

## Морфологічна характеристика
Як самці, так і самиці важать від 127 до 255 грамів. Вони від 19 до 25 см у висоту і мають розмах крил приблизно від 53 до 61 см. Ноги довгі, хвіст короткий. У них блискучі жовті очі, вигнуті білі брови і відсутні китиці на вухах. Оперення дорослої особини коричневе зі смужками на грудях, білою смугою на підборідді та плямами на спині. У молодих особин немає смуг на грудях і мало плям на спині. Груди від брудно-білого до світло-білого кольору. Статевий диморфізм якщо і є, то мінімальний.

## Спосіб життя
Ці сови зазвичай зустрічаються в норах, покинутих іншими тваринами, такими як Taxidea taxus, Gopherus agassizii, Gopherus polyphemus, Cynomys, Canis latrans, Vulpini. Сови з Флориди часто самі риють собі нори завдовжки 3 метри, розташовані під кутом донизу, щоб сонячне світло не досягало дна нори. На відміну від більшості сов, сичі американські часто активні вдень, хоча вони, як правило, уникають полуденної спеки. Однак, здебільшого полюють у сутінках і на світанку, коли вони можуть використовувати свій нічний зір і слух у своїх інтересах.

## Життєвий цикл
Ці сови розмножуються щорічно і моногамні. Залицяння може включати спів, приховання та подачу самцем їжі. Сич американський може мати більше одної кладки за сезон, але це не є норма. Вони можуть мати від 2 до 12 нащадків на рік. Час висиджування яєць становить 28–30 днів. Потомство стає самостійним через 53 дні, а статева зрілість настає приблизно через 10 місяців. Роль самця полягає в полюванні, годуванні себе і самки. Самиця відкладає та висиджує яйця, а також займається роботою з виводком. Самиця починає віддалятися від нори, щоб полювати й шукати їжу, коли пташенятам виповнюється близько двох тижнів і вони стають менш залежними. Сич американський живе від 6 до 8 років у дикій природі та до 10 років у неволі.

## Здобич і вороги
Ці сови ходять, стрибають і бігають у пошуках комах і дрібних ссавців. Також використовують політ, щоб полювати на здобич. Приблизно 90% їх раціону складають членистоногі. Решту складають дрібні ссавці, такі як миші й ховрахи, дрібні птахи, такі як горобці, на додачу вони можуть ловити змій, ящірок, кажанів і дощових черв'яків.
Сичі американські є здобиччю для інших хижих птахів: Falco peregrinus, Falco mexicanus, Buteo jamaicensis, Buteo swainsoni, Buteo platypterus, Accipiter cooperii, Haliaeetus leucocephalus, Aquila chrysaetos. Іншими ворогами є Canis latrans, Felis catus, Canis lupus familiaris, Taxidea taxus, Didelphis virginiana, Lynx rufus, Puma concolor, Mustela, Conepatus, Mephitis, Spilogale, Homo sapiens. Рептилії також можуть діставати яйця з гнізда. Основною загрозою для цих сов є втрата середовища проживання через посягання людини.